# 姚燕 (羽毛球运动员)
姚燕（1974年12月9日—），中国已退役羽球運動員。
1992年，姚燕贏得了中國羽球公開賽女子單打冠軍。隔年贏得法國羽球公開賽女子單打冠軍。1995年，她獲得亞洲羽球錦標賽女子單打亞軍，僅輸給同胞葉釗穎。
1996年亞特蘭大奧運會是王曉圓唯一參加的奧運會，她在女子單打項目的第一輪輪空，第二、三輪分別擊敗俄羅斯與印尼選手，四分之一決賽以3-11、2-11敗給後來獲得金牌的韓國選手方銖賢。
同年，她獲得荷蘭羽球公開賽女子單打冠軍，以及哥本哈根羽球大師賽女子單打亞軍。